# Segregara
Genre
Segregara est un genre d'araignées mygalomorphes de la famille des Idiopidae.

## Distribution
Les espèces de ce genre sont endémiques d'Afrique du Sud.

## Liste des espèces
Selon World Spider Catalog (version 14.0, 2013) :
- Segregara abrahami (Hewitt, 1913)
- Segregara paucispinulosa (Hewitt, 1915)
- Segregara transvaalensis (Hewitt, 1913)

## Publication originale
- Tucker, 1917 : On some South African Aviculariidae (Arachnida). Families Migidae, Ctenizidae, Diplotheleae and Dipluridae. Annals of the South African Museum, vol. 17, p. 79-138 (texte intégral).